# روبرت كينغ (موسيقي)
روبرت كينغ (بالإنجليزية: Robert King)‏ هو موزع وموسيقي بريطاني، ولد في 27 يونيو 1960 في ولفرهامبتن في المملكة المتحدة.

## وصلات خارجية
- الموقع الرسمي
- روبرت كينغ على موقع ميوزك برينز (الإنجليزية)
- روبرت كينغ على موقع أول ميوزيك (الإنجليزية)
- روبرت كينغ على موقع ديسكوغز (الإنجليزية)